# Mallerenga blava africana
La mallerenga blava africana o mallerenga africana (Cyanistes teneriffae) és una espècie d'ocell de la família dels pàrids (Paridae) que habita els boscos de les Illes Canàries i el nord-oest d'Àfrica.

## Distribució i hàbitat
L'hàbitat natural són els boscos temperats. Aquesta espècie i la mallerenga blava eurasiàtica antigament es consideraven coespecífics. No s'ha avaluat l'estat d'aquesta espècie perquè s'observa que és freqüent a les illes de Tenerife i Gran Canària. L'espècie s'ha utilitzat en molts estudis de recerca a causa de les poblacions insulars i la rellevància per a les hipòtesis evolutives.
Està molt estesa a les illes de Tenerife i Gran Canària, però escassa a Fuerteventura i Lanzarote.
Prefereix els boscos temperats, tant baixos com alts. Les poblacions de Fuerteventura i Lanzarote prefereixen les terres baixes i les de Tenerife i Gran Canària, els boscos de muntanya.

## Descripció
Aquesta mallerenga oscil·la entre els 11 i els 12 cm de mida. És una mallerenga compacta, petita i de bec afilat. L'raça nominal té el front i el supercili al centre de la nuca de color blanc, la capçada blau brillant profund, es torna negre al coll, amb un dorsal blau i un cos ventral groc.
El cant és una repetició variable d'una o dues notes.

## Dieta
Se sap que l'espècie consumeix una varietat d'erugues. La dieta no és significativament diferent de la mallerenga blava eurasiàtica (Cyanistes caeruleus).

## Cria
L'espècie es reprodueix de febrer a juliol i també possiblement d'octubre a gener. Normalment es reprodueix abans a cotes més baixes en comparació amb les zones muntanyoses. La posta d'ous es produeix quan el fotoperíode és més llarg i s'escullen les parelles addicionals i es sincronitzen amb la densitat més alta d'erugues disponibles per a les preses. Aquesta és una espècie resident: els joves romanen al seu lloc natal; no es dispersen un cop s'enfilen.

## Taxonomia
Es consideren set subespècies:
- C. t. cyrenaicae (Hartert, 1922) - nord-est de Líbia.
- C. t. degener (Hartert, 1901) - Lanzarote i Fuerteventura.
- C. t. hedwigii (Dietzen, Garcia-del-Rey, Castro & Wink, 2008) - Gran Canària.
- C. t. ombriosus (Meade-Waldo, 1890) - El Hierro.
- C. t. palmensis (Meade-Waldo, 1889) - La Palma.
- C. t. teneriffae (Lesson, 1831) - La Gomera i Tenerife.
- C. t. ultramarinus (Bonaparte, 1841) - nord-oest d'Àfrica, des de l'est del Marroc al nord de Tunísia.

La subespècie de les illes Canàries tenen un casquet negre i la africana té l'esquena blava. La investigació està en curs per dividir aquestes poblacions en espècies diferents, amb una distribució peculiar de "granota":
Una investigació publicada l'any 2007 va trobar que les mallerengues blaves africanes de l'est de les illes Canàries de Fuerteventura i Lanzarote no es distingeixen de les del nord d'Àfrica i, per tant, la subespècie degener s'hauria de considerar com un sinònim d'ultramarinus.

## Galeria

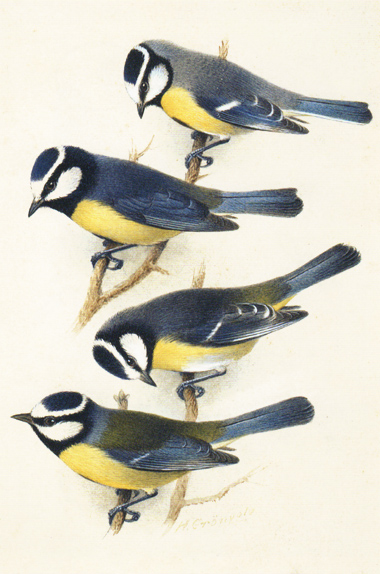
Il·lustració de quatre subespècies de mallerenga blava (Cyanistes caeruleus) de les illes Canàries.
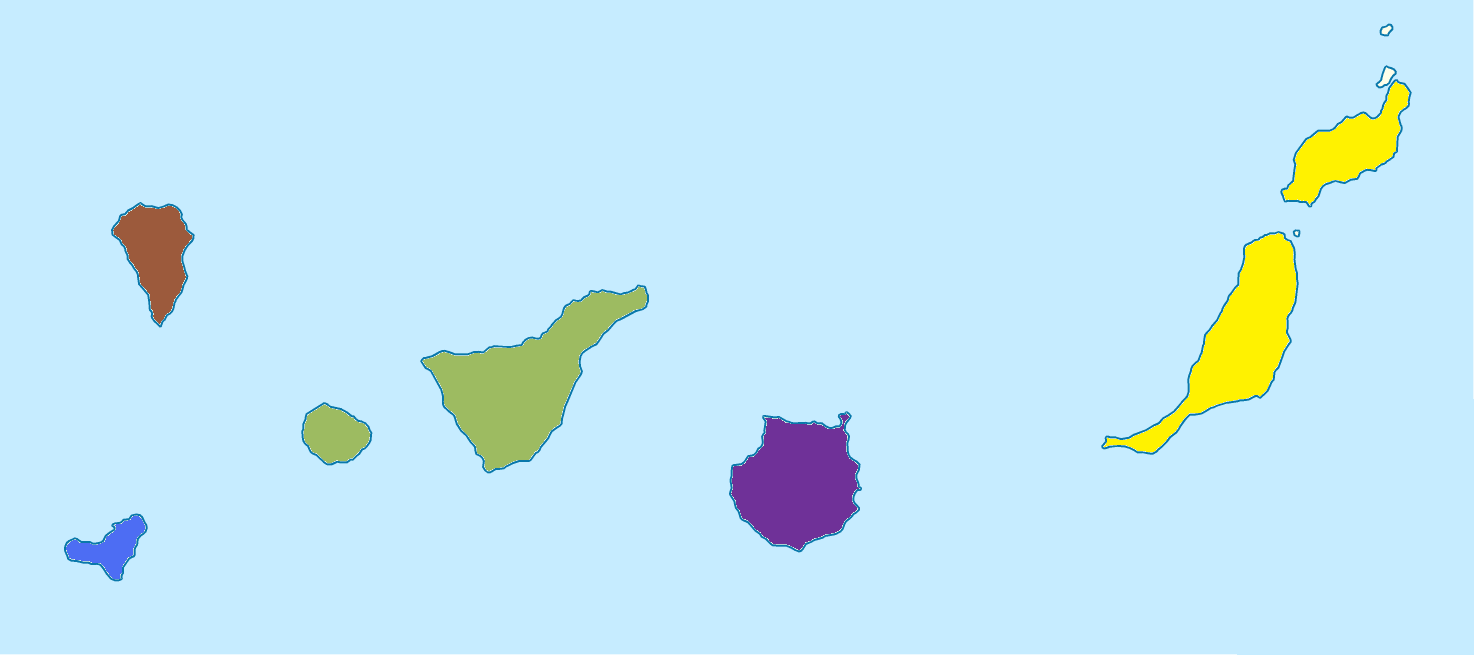
Distribució segons subespècies a les Canàries: Verd: teneriffae Marró: palmensis Blau: ombriosus Porpa: hedwigii Groc: degener
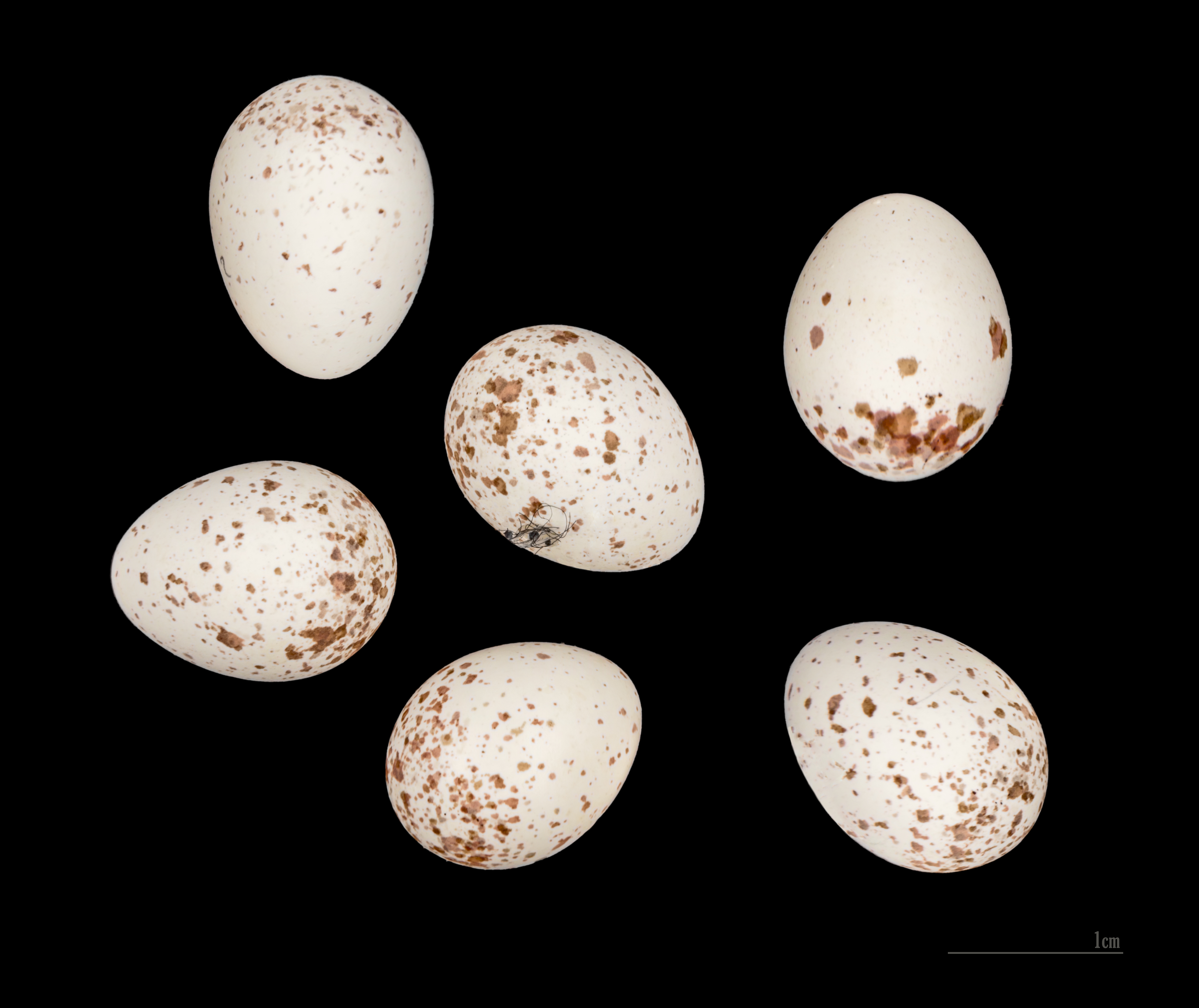
Ous de mallerenga blava africana.

- Distribució segons subespècies a les Canàries:
Verd: teneriffae
Marró: palmensis
Blau: ombriosus
Porpa: hedwigii
Groc: degener
- Ous de mallerenga blava africana.